# Iodopleura fusca
Iodopleura fusca — вид воробьиных птиц из семейства титировых (ранее помещался в семейство котинговых). Вид близок к Iodopleura isabellae, возможно они даже конспецифичны.

## Распространение
Большая часть ареала расположена в регионе Гвиана, но птицы встречаются также в юго-восточной части Венесуэлы и (очень локально) на северо-востоке Бразилии.

## Описание
Длина тела 11 см. Вес одного самца составил 15,3 г. Крылья относительно длинные. Хвост короткий, клюв широкий.

## Биология
Питаются насекомыми, а также фруктами.

## Охранный статус
МСОП присвоил виду охранный статус LC.